# ハムザ・ラフィア
ハムザ・ラフィア（Hamza Rafia,1999年4月22日 - ）は、チュニジア・カラーア・セナン出身のサッカー選手。セリエA・USレッチェ所属。ポジションはミッドフィールダー。

## 経歴
チュニジアで生まれ、幼少期にフランスへ転居しオリンピック・リヨン のユースチームに入団。
2019年7月16日、U-23ユヴェントスFCへの移籍が発表された。移籍金は40万ユーロ。
2021年1月13日、コッパ・イタリア・ジェノアCFC戦でトップチームデビューを果たし、延長戦に決勝ゴールを決め勝利に貢献した。
2021年8月18日、ジュピラー・プロ・リーグ・スタンダール・リエージュへレンタル移籍が発表された。一定条件が達成されると買い取り義務が発生する。
2023年1月27日、デルフィーノ・ペスカーラ1936に移籍した。

## タイトル
U-23ユヴェントスFC
- コッパ・イタリア・セリエC  : 2019-20

ユヴェントスFC
- コッパ・イタリア  : 2020-21